# 野狼disco
《野狼disco》是中国大陆歌手董宝石（宝石Gem）的一首单曲。此单曲于《中国新说唱》第二季中首次演唱，随即在互联网爆红。

## 创作背景
此歌曲的创作可以追溯至2018年，当时，蒸汽波音乐团体“霓虹未来协会”找到董宝石做演出。而蒸汽波的演出大多在酒吧，董宝石为了能适应这样的环境，开始创作一些能让观众“听了动起来”的歌曲，于是他就写出了《野狼disco》一曲。歌名源于1990年代中国大陆流行的欧陆舞曲专辑“野狼王”系列。此歌曲最终于2019年3月完成创作，整个创作过程仅用了两天，被媒体评论为“快餐式作品”。在2019年8月播出的《中国新说唱》第二季复活赛上，董宝石现场演唱了该歌曲，随即为大众所熟知。同年10月推出了由香港歌手陈伟霆与董宝石合唱的版本，其人氣和傳播指數一度超越原版。
该歌曲以东北话打电话的小剧场式对白开场，同时带入了粤语歌词和hiphop，体现了复古怀旧的蒸汽波曲风，也反映了小镇青年的自嘲；由于作者将自己的失落和挫败注入了歌曲之中，因此在歌曲中，亦出现了“皮大衣”一词，此为成熟男性的一个标志。此曲中出现的“BB机”、“小皮裙儿”、“大灯球”、“郭富城”等词汇，也勾起了人们对20世纪末期流行的想象。
2019冠状病毒病中国大陆疫情期间的2020年1月，董宝石在微博上宣布将《野狼disco》的全部版权收益捐赠给在武汉的医护人员家属。

## 影响及改编
《野狼disco》发表后，通过在互联网的广泛传播，成为了网络爆红，其播放量超过10亿，也成为了抖音的热门神曲。随着歌曲的走红，引发了一些网民纷纷开始模仿，亦吸引到一些艺人加入到模仿的行列。
此歌曲的走红亦出现了一系列改编版本，如中国火箭军推出的“东风快递”版（被媒体誉为“‘史上成本最高’版”）、消防员版《消帮Disco》等。2020年1月，香港九巴推出了改编版本《九巴Disco》。由于香港进入冬季流感季節，加上冠状病毒病疫情的传播，歌曲中也提及了防疫相关内容。
2020年1月24日直播的央视春晚上所演唱的歌曲《過年disco》，即改编自该曲，由董寶石、張藝興、陳偉霆合唱。

## 版权争议事件
2020年2月，芬兰音乐人Vilho Ihaksi向董宝石发出律师函，称董宝石用其制作的Beat《More Sun》制作的《野狼Disco》仅取得了非商业授权，认为其行为系抄袭侵权；而董宝石方面表示，他们确实获得了这首Beat的可商用授权。不过，Ihaksi亦將作品獨家授權予瑪西瑪國際傳媒（北京）有限公司，代表Ihaksi處理《More Sun》的版權使用事宜。而瑪西瑪亦於1月15日發律師信到《野狼Disco》的版權利益方，包括野狼團隊、英皇娛樂、華為、網易雲等等，要求盡量聯絡版權方安排版權使用的事宜。其后，董宝石通过微博回应称，指出他已花99美元買下《More Sun》的「無限制使用版本」，並向觀眾展示歌曲的付費記錄、分軌文件，以及合約等。根據董宝石展示的購買文件，他所買的「無限制使用版本」版本，是包括了可用於音樂錄制、發放到音樂視頻、發佈到串流平台上、以及盈利的現場演出。而代表Ihaksi一方的趙智功律師又指出，當中權限並不包括電視、廣告等商業演出。他又说：「我在《野狼Disco》內用上有Ihaksi水印版本的編曲，是出於對這位音樂人的尊重。」据第一财经分析称，这一争议既体现了音乐人个体法律意识的疏漏，也显露出目前中国大陆编曲保护难、平台方管理仍显粗放等深层次问题；而律师李丹丹表示，目前中国大陆大多数线上的beat交易并没有特别明确的交易合同。